# Брентон, Уилл
Уилл Брентон ― британский сценарист, режиссёр и писатель.

## Биография
Родился 11 ноября 1962 года в городе Лидс, Йоркшир, Великобритания.
Является владельцем компаний «Tell-Tale productions» и «Wish Films», которые он основал вместе с Иэном Локланом. С Локланом он впервые встретился в качестве ведущих детской программы «BBC Playbus», где вместе создали телешоу «Tent Stop». Далее они продолжили писать телесценарии и появляться в пантомимах в Белградском театре в Ковентри с 1991 по 2000 год.
Брентон и Локлан создали и продюсировали множество телешоу Великобритании для детей, в том числе «The Tweenies», «Fun Song Factory», «Boo!» и «BB3B!». Позже, они также создали шоу «Джим Джем и Санни» для ITV.
Брентон также руководил компаниями «Coronation Street» и «Emmerdale» в 1990-х годах, а в 2010 году он стал соавтором и руководил очень успешным концертным туром Dr Who «The Monsters Are Coming» с участием Найджела Планера, рок-группы из шестнадцати человек, исполняющей музыку Мюррея Голда.
Уилл Брентон также писал книги для детей, его первые книги «Клод» и «Белый слон» вышли в свет в 2011–2012 годах в издательствах «Эгмонт» и «Темплар».
Брентон продолжал писать и руководить шоу «Cbeebies - Stars», «Justin and Friends», «Cbeebies The Big Band». Также писал сценарии и был продюсером «The Hairy Biker». В 2015 году Брентон стал сценаристом и режиссёром шоу Бэзила Браша. Разработал и продюсировал шоу «Мелодия».
В 2009 году Локлан покинул компанию «Wish Films», Брентон продолжил руководство компанией вместе с Хелен Кэдвалладер. Они выпустили телеадаптацию книг Мика Инкпена «Wibbly Pig» (номинированных на премию « Близнецы » в Канаде ) и книг Энн Вромбаут «Дорогой дракон», которое было показано на телеканале «Disney UK» под названием  «Драконы Флори».